# 1478
1478 (MCDLXXVIII) var ett normalår som började en torsdag i den julianska kalendern.

## Händelser

### Juli
- 7 juli – Milanos ockupation av Genua upphör.[1]

### September
- 6 september – Kung Hans gifter sig med Kristina av Sachsen.

### Okänt datum
- Svenskarna skickar en ny krigsexpedition till Livland, för att skydda biskop Sylvester i Riga mot Tyska orden. Svenskarna tvingas dock kapitulera till Tyska orden i Livland under vintern.
- Novgorod får detta år slutgiltigt uppge sin självständighet till det växande Ryssland.
- En första utgåva med 23 sånger av Luigi Pulcis renässansepos om jätten Morgante utkommer i Florens.
- Spanska inkvisitionen bildas.

## Födda
- 7 februari – Thomas More, engelsk politiker och författare.
- 26 maj – Clemens VII, född Giulio di Giuliano de' Medici, påve 1523–1534.
- 22 juli – Filip I, Filip den sköne, kung av Kastilien.
- 6 december – Baldassare Castiglione, italiensk diplomat och författare.
- Giovanna av Amalfi, italiensk hertiginna och regent.
- Madeleine Lartessuti, fransk bankir och redare.
- Katharina von Zimmern, schweizisk furste-abbedissa och reformator.

## Avlidna
- Fredrik II av Braunschweig-Lüneburg, hertig av Braunschweig-Lüneburg.
- Yolande av Frankrike, hertiginna och regent av Savojen.
- Aliodea Morosini, dogaressa av Venedig.

### Fotnoter
1. ↑  World Statesmen (läst 6 april 2011)